# Summerville (Géorgie)
Pour les articles homonymes, voir Summerville.
Summerville est une ville de Géorgie, aux États-Unis. Il s'agit du siège du comté de Chattooga.

## Démographie
| 1850 | 1860 | 1870 | 1880 | 1890 | 1900 |
| ---- | ---- | ---- | ---- | ---- | ---- |
| 248  | 350  | 281  | 340  | 560  | 486  |

| 1910 | 1920  | 1930 | 1940  | 1950  | 1960  |
| ---- | ----- | ---- | ----- | ----- | ----- |
| 657  | 1 003 | 933  | 1 358 | 3 973 | 4 706 |

| 1970  | 1980  | 1990  | 2000  | 2010  | - |
| ----- | ----- | ----- | ----- | ----- | - |
| 5 043 | 4 878 | 5 025 | 4 556 | 4 534 | - |